# 遊戯の報酬
『遊戯の報酬』（ゆうぎのほうしゅう）は、梶山季之の長編小説。

## 物語
『耐性皮革研究所』という名の館には、上流階級とおぼしき数人の客がやってくる。欧風サロン風の館の主人は、志村千恵という美貌の女性である。ところが、ある日、女主人が死体で発見される。千恵の弟・達夫は、姉の死に不審を抱き、『耐性皮革研究所』の正体が、サディストやマゾヒストが皮具を用いた快楽をむさぼる秘密クラブだということを突き止める。そして、彼は犯人と対決する中で、意外な真相を刑事から知らされる。

## 登場人物
- 志村千恵（しむら ちえ） - 耐性皮革研究所の主宰者。
- 志村達夫（しむら たつお） - 千恵の弟。
- 黒瀬（くろせ） - 殺人事件担当の刑事。
- 大平正子（おおひら まさこ） - 耐性皮革研究所で働く女中[2]。
- 早川（はやかわ） - 耐性皮革研究所の経営者。千恵の内縁の妻。
- 教授・社長・大臣・先生 - 耐性皮革研究所の特別会員。

## 書誌情報
- 『遊戯の報酬』 講談社 1967年
- 『遊戯の報酬』 ケイブンシャ文庫 1987年 ISBN 4-7669-0551-2